# Megateloides dimidiatus
Megateloides dimidiatus är en skalbaggsart som beskrevs av Roth 1851. Megateloides dimidiatus ingår i släktet Megateloides och familjen Aphodiidae. Utöver nominatformen finns också underarten M. d. diadimitus.